# Без опіки (Доктор Хаус)
«Без опіки» (англ. Emancipation)  — восьма серія п'ятого сезону американського телесеріалу «Доктор Хаус». Прем'єра епізоду проходила на каналі FOX 18 листопада 2008. Доктор Хаус і його нова команда мають врятувати дівчину, яка брехала у всьому.

## Сюжет
У 16-річної працівниці фабрики Софі починається набряк легенів. Форман вважає, що дівчина вагітна, або вживає наркотики, так як рік тому втратила обох батьків. Команда перевіряє будинок на наявність наркотиків і робить ЕХО та тест на вагітність. ЕХО не показує проблем, а Тринадцята знаходить в квартирі пацієнтки трубку з якої вона могла вдихати наркотичні речовини. Хаус наказує вводити дівчині бета-блокатори, які мають зупинити застоювання крові. Проте Катнер вважає, що у Софі васкуліт. Якщо вона вживала наркотики, то стероїди можуть її вбити, проте Катнер вірить пацієнтці на слово і починає курс лікування зі стероїдами.
Тим часом Форман вирішує працювати не тільки на Хауса, але й допомагати клініці. Хаус про такого рішення, але Форман робить по-своєму. Кадді дає йому справу хлопчика, у якого нещодавно з'явилась блювання з кров'ю. Форман дає хлопчику ковтнути міні-камеру, щоб побачити, що робиться в його шлунку, але у пацієнта виникає неконтрольований сміх. Форман не знає на що хворий хлопчик, тому залучає до справи Кемерон і Чейза. Згодом у Софі починається психоз і Катнер признається, що лікував її стероїдами. Фомран думає, що у пацієнтки стенокардія принсметала у голові. Хаус наказує викликати спазм і зробити МРТ. На МРТ Катнер помічає, що коли дівчина розповідає про смерть свої батьків, у неї в мозку виникає сплеск активності, що відповідає за уяву. Катнер розуміє, що Софі брехала і її батьки живі. Пацієнтка пояснила свою поведінку ненавистю до батьків, яка виникла через те, що батько зґвалтував її. Команда починає курс заспокійливих препаратів. Невдовзі у сечу дівчини починає потрапляти велика кількість крові. Команда вирішує зробити тест на миш'як.
Чейз вважає, що у пацієнта Формана рак шлунку, але Форман думає, що порфірія підходить краще. Чейз і Кемерон погоджуються зробити тести на обидві хвороби. Обидва тести виявляються негативними, а у пацієнта виникає зупинка серця. Форман вирішує звернутися за допомогою до Хауса, але той відмовляється. Софі виводять миш'як, але у неї починається напад. Хаус думає, що миш'як міг допомагати боротися з хворобою, тому наказує зробити біопсію мозку і повернути в організм миш'як. Біопсія підтверджує лейкемію і команді потрібно знайти родину Софі. Дівчина відмовляється від батька-донора, але Тринадцята не слухає її і розуміє, що пацієнтка збрехала навіть про своє ім'я. Вона знайшла батьків Софі, але виявилось, що у них є дочка з таким же ім'ям, проте вона здорова і знаходиться у них вдома.
Форман розуміє, що з його пацієнтом. Виявляється братик хлопчика хотів зробити його сильним і давав багато вітамін із залізом. Форман починає виведення речовини з організму і хлопчик одужує. Хаус розуміє, що його пацієнтка брехала про все і її не ґвалтували. А це означає, що з нею трапилось щось гірше. Він іде до неї і вона розповідає, що недогледіла малого брата і той втопився. Хаус переконує дівчину подзвонити батькам і вони віддають їй свій кістковий мозок. Форман каже Хаусу, що тепер завжди буде працювати і в команді, і в лікарні. Хаус погоджується.